# Kabinett Davutoğlu I
Mit dem Begriff Kabinett Davutoğlu wird die vom 29. August 2014 bis zum 28. August 2015 amtierende 62. Regierung der Republik Türkei unter Ahmet Davutoğlu bezeichnet. Das vorhergehende Kabinett Kabinett Erdoğan III unter der Führung Recep Tayyip Erdoğans wurde aufgelöst, da Erdoğan am 28. August 2014 das Amt des Staatspräsidenten antrat und Davutoğlu als Nachfolger bestimmt wurde. Am 6. September erhielt die neue Regierung mit 306 zu 133 Stimmen das Vertrauensvotum des türkischen Parlaments. Alle Minister des Kabinetts sind Mitglieder der Partei für Gerechtigkeit und Aufschwung (AKP).
Nach der Parlamentswahl in der Türkei am 7. Juni 2015, in der die AKP ihre absolute Mehrheit verloren hatte, teilte Davutoğlu seinen Rücktritt mit; er und sein Kabinett blieben geschäftsführend bis zur Bildung einer neuen Regierung im Amt, was jedoch in der neuen Zusammensetzung des Parlaments nicht gelang. Am 28. August 2015 nahm schließlich das Kabinett Davutoğlu II übergangsweise bis zur folgenden Parlamentswahl im November seine Arbeit auf.

## Minister
| deutsche Amtsbezeichnung                               | türkische Amtsbezeichnung                  | Amtsinhaber        | Partei | Amtszeit                          |
| ------------------------------------------------------ | ------------------------------------------ | ------------------ | ------ | --------------------------------- |
| Ministerpräsident                                      | Başbakan                                   | Ahmet Davutoğlu    | AKP    | 28. August 2014 – 28. August 2015 |
| Stellvertretender Ministerpräsident                    | Başbakan Yardımcısı                        | Bülent Arınç       | AKP    | 29. August 2014 – 28. August 2015 |
| Stellvertretender Ministerpräsident                    | Başbakan Yardımcısı                        | Ali Babacan        | AKP    | 29. August 2014 – 28. August 2015 |
| Stellvertretender Ministerpräsident                    | Başbakan Yardımcısı                        | Yalçın Akdoğan     | AKP    | 29. August 2014 – 28. August 2015 |
| Stellvertretender Ministerpräsident                    | Başbakan Yardımcısı                        | Numan Kurtulmuş    | AKP    | 29. August 2014 – 28. August 2015 |
| Justizminister                                         | Adalet Bakanı                              | Bekir Bozdağ       | AKP    | 29. August 2014 – 7. März 2015    |
| Justizminister                                         | Adalet Bakanı                              | Kenan İpek         | AKP    | 7. März 2015 – 28. August 2015    |
| Minister für Familie und Sozialpolitik                 | Aile ve Sosyal Politikalar Bakanı          | Ayşenur İslam      | AKP    | 29. August 2014 – 28. August 2015 |
| Minister für Europäische Union                         | Avrupa Birliği Bakanı                      | Volkan Bozkır      | AKP    | 29. August 2014 – 28. August 2015 |
| Minister für Wissenschaft, Industrie und Technologie   | Bilim, Sanayi ve Teknoloji Bakanı          | Fikri Işık         | AKP    | 29. August 2014 – 28. August 2015 |
| Minister für Arbeit und Soziale Sicherheit             | Çalışma ve Sosyal Güvenlik Bakanı          | Faruk Çelik        | AKP    | 29. August 2014 – 28. August 2015 |
| Minister für Umwelt und Stadtplanung                   | Çevre ve Şehircilik Bakanı                 | İdris Güllüce      | AKP    | 29. August 2014 – 28. August 2015 |
| Minister für Auswärtige Angelegenheiten                | Dışişleri Bakanı                           | Mevlüt Çavuşoğlu   | AKP    | 29. August 2014 – 28. August 2015 |
| Wirtschaftsminister                                    | Ekonomi Bakanı                             | Nihat Zeybekçi     | AKP    | 29. August 2014 – 28. August 2015 |
| Minister für Energie und Naturschätze                  | Enerji Ve Tabii Kaynaklar Bakanı           | Taner Yıldız       | AKP    | 29. August 2014 – 28. August 2015 |
| Minister für Jugend und Sport                          | Gençlik ve Spor Bakanı                     | Akif Çağatay Kılıç | AKP    | 29. August 2014 – 28. August 2015 |
| Minister für Ernährung, Landwirtschaft und Tierhaltung | Gıda, Tarım ve Hayvancılık Bakanı          | Mehmet Mehdi Eker  | AKP    | 29. August 2014 – 28. August 2015 |
| Minister für Zoll und Handel                           | Gümrük ve Ticaret Bakanı                   | Nurettin Canikli   | AKP    | 29. August 2014 – 28. August 2015 |
| Minister für Innere Angelegenheiten                    | İçişleri Bakanı                            | Efkan Ala          | AKP    | 29. August 2014 – 7. März 2015    |
| Minister für Innere Angelegenheiten                    | İçişleri Bakanı                            | Sebahattin Öztürk  | AKP    | 7. März 2015 – 28. August 2015    |
| Minister für Entwicklung                               | Kalkınma Bakanı                            | Cevdet Yılmaz      | AKP    | 29. August 2014 – 28. August 2015 |
| Minister für Kultur und Tourismus                      | Kültür ve Turizm Bakanı                    | Ömer Çelik         | AKP    | 29. August 2014 – 28. August 2015 |
| Finanzminister                                         | Maliye Bakanı                              | Mehmet Şimşek      | AKP    | 29. August 2014 – 28. August 2015 |
| Minister für Nationale Bildung                         | Millî Eğitim Bakanı                        | Nabi Avcı          | AKP    | 29. August 2014 – 28. August 2015 |
| Minister für Nationale Verteidigung                    | Millî Savunma Bakanı                       | İsmet Yılmaz       | AKP    | 29. August 2014 – 1. Juli 2015    |
| Minister für Nationale Verteidigung                    | Millî Savunma Bakanı                       | Vecdi Gönül        | AKP    | 3. Juli 2015 – 28. August 2015    |
| Minister für Forsten und Wasserwirtschaft              | Orman ve Su İşleri Bakanı                  | Veysel Eroğlu      | AKP    | 29. August 2014 – 28. August 2015 |
| Gesundheitsminister                                    | Sağlık Bakanı                              | Mehmet Müezzinoğlu | AKP    | 29. August 2014 – 28. August 2015 |
| Minister für Verkehr, Schifffahrt und Kommunikation    | Ulaştırma, Denizcilik ve Haberleşme Bakanı | Lütfi Elvan        | AKP    | 29. August 2014 – 7. März 2015    |
| Minister für Verkehr, Schifffahrt und Kommunikation    | Ulaştırma, Denizcilik ve Haberleşme Bakanı | Feridun Bilgin     | AKP    | 7. März 2015 – 28. August 2015    |